# Breksija
Breksija (lat. Brexia), rod drveća iz porodice Celastraceae raširen po Madagaskaru. od svih 12 priznatih vrsta samo B. madagascariensis raste i na afričkom kontinetu (Tanzanija i Mozambik), te uz madagaskar i po otocima Mayotte i Komorima.
B. madagascariensis introducirana je u Havaje, Wahinepe`e i istočni Maui

## Vrste
1. Brexia alaticarpa G.E.Schatz & Lowry
2. Brexia apoda H.Perrier
3. Brexia arborea H.Perrier
4. Brexia australis G.E.Schatz & Lowry
5. Brexia cauliflora Tul.
6. Brexia coursiana H.Perrier
7. Brexia decurrens H.Perrier
8. Brexia humbertii H.Perrier
9. Brexia madagascariensis (Lam.) Thouars ex Ker Gawl.
10. Brexia marioniae G.E.Schatz & Lowry
11. Brexia montana H.Perrier